# Saragossa seeboldi
Saragossa seeboldi är en fjärilsart som beskrevs av Otto Staudinger. Saragossa seeboldi ingår i släktet Saragossa och familjen nattflyn. Inga underarter finns listade.